# Erdbeben in der Türkei und Syrien 2023
Das Erdbeben in der Türkei und Syrien am 6. Februar 2023 war ein Erdbeben mit Magnitude 7,8 Mw im Südosten der Türkei und im Norden Syriens. Ein zweites Erdbeben am selben Tag erreichte Magnitude 7,5. Nach der Erdbebenkatastrophe wurden in beiden Ländern insgesamt 62.013 Tote geborgen und mehr als 125.000 Verletzte registriert.
Es ist das Erdbeben mit der höchsten Opferzahl seit dem Erdbeben in Haiti 2010 und übertrifft damit die Anzahl der registrierten Opfer des Tōhoku-Erdbebens 2011 vor der Küste Japans.
Am 19. Februar 2023 wurden in neun der elf betroffenen türkischen Provinzen die Sucharbeiten eingestellt, da man keine Überlebenden mehr finden konnte.

## Tektonischer Hintergrund

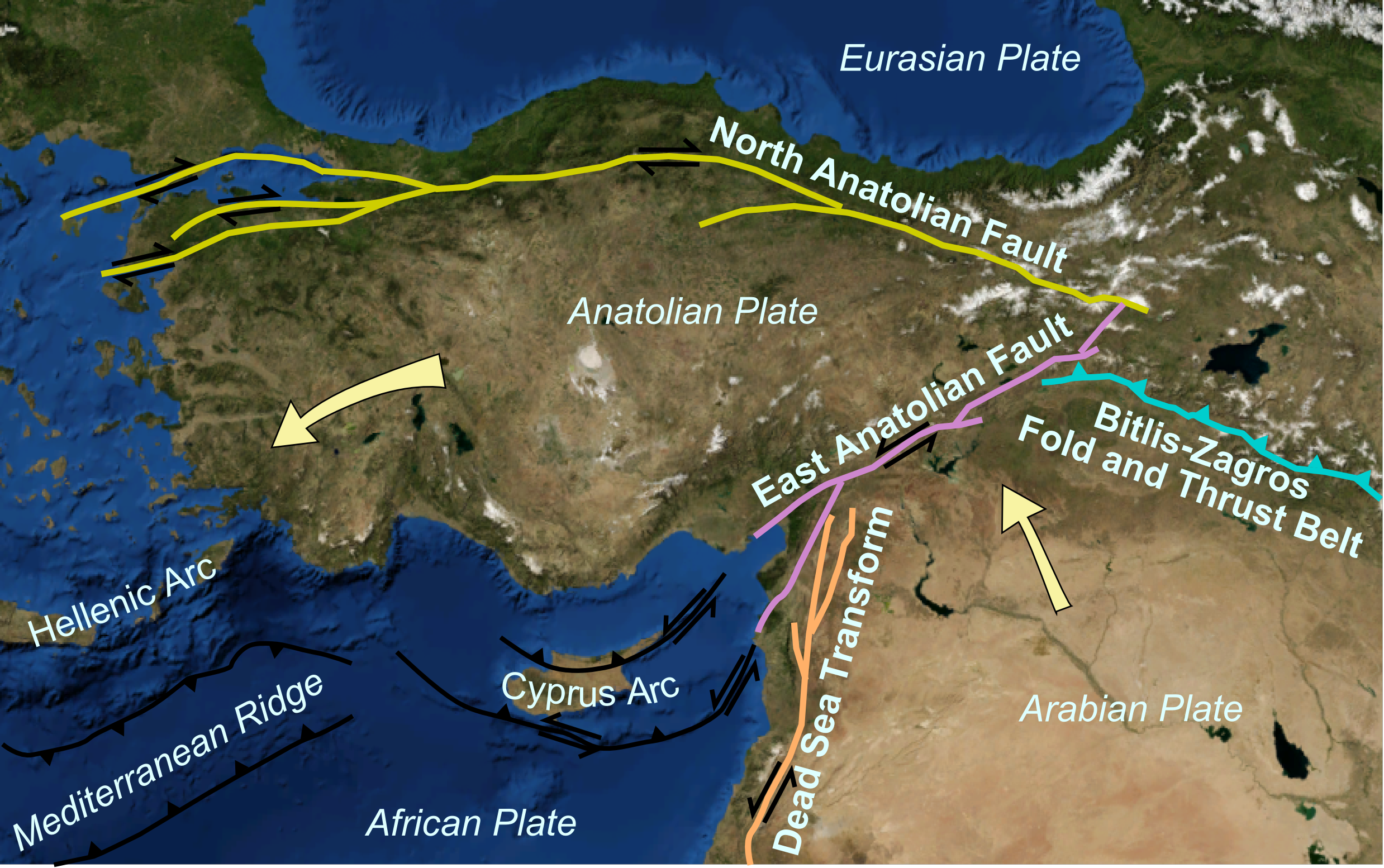
Karte der Anatolischen Platte, mit der Ostanatolischen Verwerfung (englisch East Anatolian Fault).

Das Erdbeben ereignete sich in der Umgebung einer Triple Junction, die von der Anatolischen Platte, der Arabischen Platte und der Afrikanischen Platte gebildet wird. Mechanismus und Lage des Erdbebens sind konsistent dazu, dass sich das Erdbeben entweder innerhalb der Ostanatolischen Verwerfung oder innerhalb der Totes-Meer-Transformationszone ereignete. Die Ostanatolische Verwerfung nimmt die westliche Ausdehnung der Türkei in die Ägäische Platte auf, während die Totes-Meer-Transformationszone die nordwärts gerichtete Bewegung der Arabischen Halbinsel relativ zu Afrika und Eurasien aufnimmt.
Die Ostanatolische Verwerfung ist eine 700 km lange linksseitige Transformstörung, die die Grenze zwischen Anatolischer und Arabischer Platte bildet. Die Geschwindigkeit nimmt vom Osten (bei 10 mm pro Jahr) zum Westen hin ab, wo sie zwischen 1 und 4 mm pro Jahr beträgt. Die Verwerfung erzeugte große Erdbeben in den Jahren 1789 (M 7,2), 1795 (M 7,0), 1872 (M 7,2), 1874 (M 7,1), 1875 (M 6,7), 1893 (M 7,1) und 2020 (Mw 6,8). Diese Erdbeben zerrissen verschiedene Segmente der Verwerfung. Dabei haben die seismisch aktiven Segmente Palu und Pütürge im Osten ein Wiederkehrintervall von etwa 150 Jahren für M-6,8–7,0-Erdbeben. Die Segmente Pazarcık und Amanos im Westen haben Wiederkehrzeiten von 237 bis 772 bzw. 414 bis 917 Jahren für M-7,0–7,4-Erdbeben. Andreas Schäfer vom Geophysikalischen Institut am Karlsruher Institut für Technologie gibt an, dass das letzte ähnlich starke Beben in dieser Region im Jahr 1114 stattgefunden habe: „Damit konnten sich über 900 Jahre lang Spannungen an den Plattengrenzen aufbauen, die sich jetzt entladen haben“. Das Erdbeben der Stärke 7,8 am 6. Februar 2023 hat ersten Analysen zufolge den Untergrund auf einer Länge von etwa 400 Kilometern aufgerissen, eine bei Erdbeben an Land selten erreichte Länge.
In 250 Kilometer Umkreis des ersten Epizentrums gab es seit 1970 drei größere Erdbeben. Das stärkste darunter mit Magnitude 6,7 ereignete sich am 24. Januar 2020, rund 30 Kilometer südwestlich der Stadt Elazığ. Bei diesem kamen 41 Menschen ums Leben und mehr als 1600 wurden verletzt. Aufnahmen des Radarsatelliten Sentinel-1 belegen, dass durch die Erdbeben an manchen Stellen Verwerfungen von bis sechs Metern entstanden.
Die Kammer der Ingenieur-Geologen in der Türkei hatte türkische Behörden und das türkische Präsidialamt vor Erdbeben in der Region gewarnt, aber keine Antwort erhalten. Die Kammer äußerte, dass das Erdbeben vom 6. Februar 2023 erwartbar war und die Zerstörung nicht überraschend kam.

## Verlauf

### 6. Februar
Das erste Beben ereignete sich in Kahramanmaraş um 04:17 Uhr TRT (01:17 UTC) und verursachte enorme Schäden in der Türkei und in Syrien. Mit einer maximalen Mercalli-Intensität von IX (verwüstend) und einer Magnitude von 7,8 Mw ist es zusammen mit dem Erzincan-Erdbeben von 1939 das stärkste Erdbeben, das die Türkei nach Beginn der Aufzeichnungen getroffen hat. Das Hypozentrum lag nach Angaben der United States Geological Survey schätzungsweise in 17,9 Kilometern Tiefe etwa 9 Kilometer östlich von Sakçagözü. Dem Erdbeben folgten zahlreiche Nachbeben. Um 4:28 Uhr Ortszeit gab es ein Nachbeben in 14,5 Kilometern Tiefe rund 5 Kilometer südlich von Sakçagözü mit der Magnitude 6,7. Um 13:24 Uhr Ortszeit ereignete sich 4 Kilometer östlich von Ekinözü ein weiteres schweres Nachbeben der Magnitude 7,5. Die Erschütterungen waren noch im Irak, Libanon und auf Zypern wahrnehmbar.
| Haupt- und Nachbeben von Mw 6,5 oder höher | Haupt- und Nachbeben von Mw 6,5 oder höher | Haupt- und Nachbeben von Mw 6,5 oder höher | Haupt- und Nachbeben von Mw 6,5 oder höher | Haupt- und Nachbeben von Mw 6,5 oder höher | Haupt- und Nachbeben von Mw 6,5 oder höher |
| Datum                                      | Zeit (UTC)                                 | M                                          | MMI                                        | Tiefe                                      | Koordinaten                                |
| ------------------------------------------ | ------------------------------------------ | ------------------------------------------ | ------------------------------------------ | ------------------------------------------ | ------------------------------------------ |
| 6. Februar                                 | 01:17                                      | 7,8                                        | IX                                         | 17,9 km                                    | 37.174°N, 37.032°O                         |
| 6. Februar                                 | 01:28                                      | 6,7                                        | IX                                         | 14,5 km                                    | 37.127°N, 36.943°O                         |
| 6. Februar                                 | 10:24                                      | 7,5                                        | IX                                         | 10,0 km                                    | 38.024°N, 37.203°O                         |

| Haupt- und Nachbeben von Mw 4,0 oder höher | Haupt- und Nachbeben von Mw 4,0 oder höher | Haupt- und Nachbeben von Mw 4,0 oder höher | Haupt- und Nachbeben von Mw 4,0 oder höher | Haupt- und Nachbeben von Mw 4,0 oder höher |
| Datum                                      | Zeit (UTC)                                 | M                                          | MMI                                        | Tiefe                                      |
| ------------------------------------------ | ------------------------------------------ | ------------------------------------------ | ------------------------------------------ | ------------------------------------------ |
| 6. Februar                                 | 01:17                                      | 7,8                                        | IX                                         | 17,9 km                                    |
| 6. Februar                                 | 01:26                                      | 5,6                                        | VII                                        | 17,0 km                                    |
| 6. Februar                                 | 01:28                                      | 6,7                                        | IX                                         | 14,5 km                                    |
| 6. Februar                                 | 01:36                                      | 5,6                                        | VIII                                       | 10,0 km                                    |
| 6. Februar                                 | 01:58                                      | 5,1                                        | –                                          | 10,0 km                                    |
| 6. Februar                                 | 02:01                                      | 4,8                                        | –                                          | 10,4 km                                    |
| 6. Februar                                 | 02:03                                      | 5,5                                        | VIII                                       | 10,0 km                                    |
| 6. Februar                                 | 02:17                                      | 4,8                                        | –                                          | 10,0 km                                    |
| 6. Februar                                 | 02:23                                      | 5,2                                        | IV                                         | 11,4 km                                    |
| 6. Februar                                 | 02:54                                      | 4,6                                        | V                                          | 10,0 km                                    |
| 6. Februar                                 | 03:04                                      | 4,7                                        | –                                          | 17,9 km                                    |
| 6. Februar                                 | 03:12                                      | 4,5                                        | VI                                         | 12,6 km                                    |
| 6. Februar                                 | 03:28                                      | 4,4                                        | –                                          | 16,0 km                                    |
| 6. Februar                                 | 03:45                                      | 4,8                                        | VI                                         | 15,4 km                                    |
| 6. Februar                                 | 04:04                                      | 4,3                                        | –                                          | 14,1 km                                    |
| 6. Februar                                 | 04:14                                      | 4,4                                        | –                                          | 16,7 km                                    |
| 6. Februar                                 | 04:16                                      | 4,5                                        | V                                          | 13,2 km                                    |
| 6. Februar                                 | 04:18                                      | 5,0                                        | VI                                         | 14,5 km                                    |
| 6. Februar                                 | 04:39                                      | 4,3                                        | –                                          | 14,9 km                                    |
| 6. Februar                                 | 04:47                                      | 4,4                                        | –                                          | 10,0 km                                    |
| 6. Februar                                 | 05:01                                      | 4,6                                        | –                                          | 20,2 km                                    |
| 6. Februar                                 | 05:36                                      | 4,6                                        | –                                          | 10,6 km                                    |
| 6. Februar                                 | 05:55                                      | 4.5                                        | –                                          | 16,5 km                                    |
| 6. Februar                                 | 06:26                                      | 5,0                                        | –                                          | 10,0 km                                    |
| 6. Februar                                 | 06:54                                      | 4,8                                        | –                                          | 10,0 km                                    |
| 6. Februar                                 | 07:07                                      | 4,6                                        | –                                          | 13,4 km                                    |
| 6. Februar                                 | 08:08                                      | 4,6                                        | –                                          | 13,4 km                                    |
| 6. Februar                                 | 09:01                                      | 4,5                                        | –                                          | 10,0 km                                    |
| 6. Februar                                 | 09:23                                      | 4,6                                        | –                                          | 10,0 km                                    |
| 6. Februar                                 | 09:36                                      | 4,3                                        | IV                                         | 10,0 km                                    |
| 6. Februar                                 | 09:52                                      | 4,8                                        | –                                          | 10,0 km                                    |
| 6. Februar                                 | 10:24                                      | 7,5                                        | IX                                         | 10,0 km                                    |
| 6. Februar                                 | 10:35                                      | 5,8                                        | –                                          | 10,0 km                                    |
| 6. Februar                                 | 10:51                                      | 5,7                                        | VII                                        | 12,3 km                                    |
| 6. Februar                                 | 11:01                                      | 5,0                                        | –                                          | 10,0 km                                    |
| 6. Februar                                 | 11:11                                      | 4,9                                        | –                                          | 18,0 km                                    |
| 6. Februar                                 | 12:02                                      | 6,0                                        | VII                                        | 10,0 km                                    |
| 6. Februar                                 | 12:13                                      | 4,8                                        | –                                          | 10,0 km                                    |
| 6. Februar                                 | 12:34                                      | 4,9                                        | –                                          | 13,0 km                                    |
| 6. Februar                                 | 12:36                                      | 4,7                                        | –                                          | 10,0 km                                    |
| 6. Februar                                 | 13:00                                      | 4,5                                        | –                                          | 10,0 km                                    |
| 6. Februar                                 | 13:07                                      | 5,0                                        | –                                          | 17,1 km                                    |
| 6. Februar                                 | 13:17                                      | 4,9                                        | –                                          | 10,0 km                                    |
| 6. Februar                                 | 13:39                                      | 5,1                                        | –                                          | 10,0 km                                    |
| 6. Februar                                 | 13:44                                      | 5,0                                        | –                                          | 17,3 km                                    |
| 6. Februar                                 | 15:14                                      | 5,3                                        | –                                          | 10,0 km                                    |
| 6. Februar                                 | 15:33                                      | 5,2                                        | –                                          | 8,8 km                                     |
| 6. Februar                                 | 16:26                                      | 4,6                                        | –                                          | 10,0 km                                    |
| 6. Februar                                 | 16:26                                      | 4,8                                        | –                                          | 10,0 km                                    |
| 6. Februar                                 | 16:43                                      | 5,0                                        | –                                          | 10,0 km                                    |
| 6. Februar                                 | 17:26                                      | 4,7                                        | –                                          | 10,0 km                                    |
| 6. Februar                                 | 17:31                                      | 4,5                                        | –                                          | 10,0 km                                    |
| 6. Februar                                 | 18:03                                      | 5,3                                        | –                                          | 10,0 km                                    |
| 6. Februar                                 | 20:14                                      | 4,2                                        | –                                          | 10,0 km                                    |
| 6. Februar                                 | 20:37                                      | 5,3                                        | III                                        | 10,0 km                                    |
| 6. Februar                                 | 20:44                                      | 4,9                                        | –                                          | 10,0 km                                    |
| 6. Februar                                 | 20:53                                      | 5,0                                        | –                                          | 10,0 km                                    |
| 6. Februar                                 | 21:02                                      | 4,4                                        | –                                          | 4,4 km                                     |
| 6. Februar                                 | 21:15                                      | 4,8                                        | –                                          | 6,3 km                                     |
| 6. Februar                                 | 21:57                                      | 5,1                                        | II                                         | 9,8 km                                     |
| 6. Februar                                 | 22:11                                      | 4,4                                        | II                                         | 15,0 km                                    |
| 6. Februar                                 | 22:26                                      | 4,3                                        | –                                          | 14,3 km                                    |
| 6. Februar                                 | 22:29                                      | 4,4                                        | V                                          | 7,7 km                                     |
| 6. Februar                                 | 23:29                                      | 4,5                                        | IV                                         | 10,0 km                                    |
| 7. Februar                                 | 01:29                                      | 4,1                                        | –                                          | 10,0 km                                    |
| 7. Februar                                 | 01:34                                      | 4,4                                        | II                                         | 15,6 km                                    |
| 7. Februar                                 | 02:39                                      | 4,2                                        | –                                          | 15,8 km                                    |
| 7. Februar                                 | 02:43                                      | 4,4                                        | –                                          | 10,0 km                                    |
| 7. Februar                                 | 02:47                                      | 4,8                                        | III                                        | 10,0 km                                    |
| 7. Februar                                 | 02:53                                      | 4,3                                        | –                                          | 10,0 km                                    |
| 7. Februar                                 | 03:02                                      | 4,4                                        | –                                          | 10,0 km                                    |
| 7. Februar                                 | 03:08                                      | 4,6                                        | III                                        | 10,0 km                                    |
| 7. Februar                                 | 03:13                                      | 5,5                                        | VII                                        | 10,0 km                                    |
| 7. Februar                                 | 03:37                                      | 4,2                                        | –                                          | 10,0 km                                    |
| 7. Februar                                 | 04:16                                      | 4,3                                        | –                                          | 10,0 km                                    |
| 7. Februar                                 | 04:42                                      | 4,4                                        | –                                          | 10,0 km                                    |
| 7. Februar                                 | 05:26                                      | 4,4                                        | II                                         | 18,6 km                                    |
| 7. Februar                                 | 06:40                                      | 4,5                                        | –                                          | 10,0 km                                    |
| 7. Februar                                 | 06:48                                      | 4,6                                        | –                                          | 19,1 km                                    |
| 7. Februar                                 | 07:11                                      | 5,4                                        | VII                                        | 6,8 km                                     |
| 7. Februar                                 | 07:26                                      | 4,5                                        | –                                          | 16,5 km                                    |
| 7. Februar                                 | 08:25                                      | 4,5                                        | –                                          | 10,0 km                                    |
| 7. Februar                                 | 10:18                                      | 5,4                                        | VII                                        | 10,0 km                                    |
| 7. Februar                                 | 10:27                                      | 4,6                                        | –                                          | 10,0 km                                    |
| 7. Februar                                 | 10:56                                      | 4,4                                        | –                                          | 10,0 km                                    |
| 7. Februar                                 | 12:07                                      | 4,4                                        | –                                          | 10,0 km                                    |
| 7. Februar                                 | 13:36                                      | 4,4                                        | –                                          | 10,0 km                                    |
| 7. Februar                                 | 15:31                                      | 4,6                                        | II                                         | 19,5 km                                    |
| 7. Februar                                 | 15:48                                      | 5,0                                        | V                                          | 8,3 km                                     |
| 7. Februar                                 | 17:38                                      | 4,2                                        | –                                          | 20,5 km                                    |
| 7. Februar                                 | 18:10                                      | 5,3                                        | IV                                         | 21,6 km                                    |
| 7. Februar                                 | 19:13                                      | 4,4                                        | –                                          | 5,4 km                                     |
| 7. Februar                                 | 19:54                                      | 4,6                                        | –                                          | 10,0 km                                    |
| 7. Februar                                 | 21:21                                      | 4,9                                        | III                                        | 10,0 km                                    |
| 7. Februar                                 | 23:13                                      | 4,5                                        | IV                                         | 10,0 km                                    |
| 8. Februar                                 | 00:11                                      | 4,0                                        | –                                          | 17,2 km                                    |
| 8. Februar                                 | 02:25                                      | 4,3                                        | –                                          | 10,0 km                                    |
| 8. Februar                                 | 03:01                                      | 4,3                                        | –                                          | 10,0 km                                    |
| 8. Februar                                 | 05:52                                      | 4,6                                        | –                                          | 10,0 km                                    |
| 8. Februar                                 | 06:09                                      | 4,4                                        | II                                         | 10,0 km                                    |
| 8. Februar                                 | 07:48                                      | 4,9                                        | III                                        | 10,0 km                                    |
| 8. Februar                                 | 10:26                                      | 4,5                                        | III                                        | 10,0 km                                    |
| 8. Februar                                 | 11:00                                      | 4,3                                        | –                                          | 10,0 km                                    |
| 8. Februar                                 | 11:11                                      | 5,4                                        | VI                                         | 7,5 km                                     |
| 8. Februar                                 | 11:24                                      | 4,6                                        | –                                          | 8,7 km                                     |
| 8. Februar                                 | 14:20                                      | 5,1                                        | VI                                         | 5,9 km                                     |
| 8. Februar                                 | 17:57                                      | 4,5                                        | I                                          | 10,0 km                                    |
| 8. Februar                                 | 20:12                                      | 4,5                                        | II                                         | 10,0 km                                    |
| 8. Februar                                 | 22:36                                      | 4,0                                        | –                                          | 16,1 km                                    |
| 9. Februar                                 | 00:32                                      | 4,2                                        | –                                          | 16,3 km                                    |
| 9. Februar                                 | 01:38                                      | 4,4                                        | –                                          | 6,6 km                                     |
| 9. Februar                                 | 01:44                                      | 4,4                                        | –                                          | 11,8 km                                    |
| 9. Februar                                 | 03:24                                      | 4,3                                        | –                                          | 10,0 km                                    |
| 9. Februar                                 | 03:52                                      | 4,5                                        | –                                          | 14,9 km                                    |
| 9. Februar                                 | 04:34                                      | 4,3                                        | –                                          | 15,6 km                                    |
| 9. Februar                                 | 05:37                                      | 4,1                                        | –                                          | 17,4 km                                    |
| 9. Februar                                 | 07:18                                      | 4,8                                        | II                                         | 5,1 km                                     |
| 9. Februar                                 | 07:42                                      | 4,3                                        | –                                          | 10,0 km                                    |
| 9. Februar                                 | 09:46                                      | 4,3                                        | III                                        | 15,9 km                                    |
| 9. Februar                                 | 21:46                                      | 4,1                                        | –                                          | 10,0 km                                    |
| 9. Februar                                 | 22:06                                      | 4,2                                        | –                                          | 10,0 km                                    |
| 10. Februar                                | 01:51                                      | 4,9                                        | –                                          | 10,0 km                                    |
| 10. Februar                                | 02:03                                      | 4,4                                        | –                                          | 10,0 km                                    |
| 10. Februar                                | 04:50                                      | 4,8                                        | II                                         | 10,0 km                                    |

### 20. Februar
Am 20. Februar ereignete sich in der Region um 17:04 UTC bzw. 20:04 Lokalzeit ein weiteres Erdbeben mit Magnitude 6,4. Drei Minuten später folgte ein Beben der Magnitude 5,8. In der Türkei starben mindestens sechs Menschen. 213 Menschen wurden verletzt in Krankenhäuser gebracht. In der Nähe der syrischen Stadt Aleppo stürzten Häuser ein.

### 27. Februar
Am 27. Februar ereignete sich ein weiteres Erdbeben mit Magnitude 5,5. Mindestens ein Mensch sei getötet worden, mindestens 110 Menschen wurden verletzt.

## Folgen

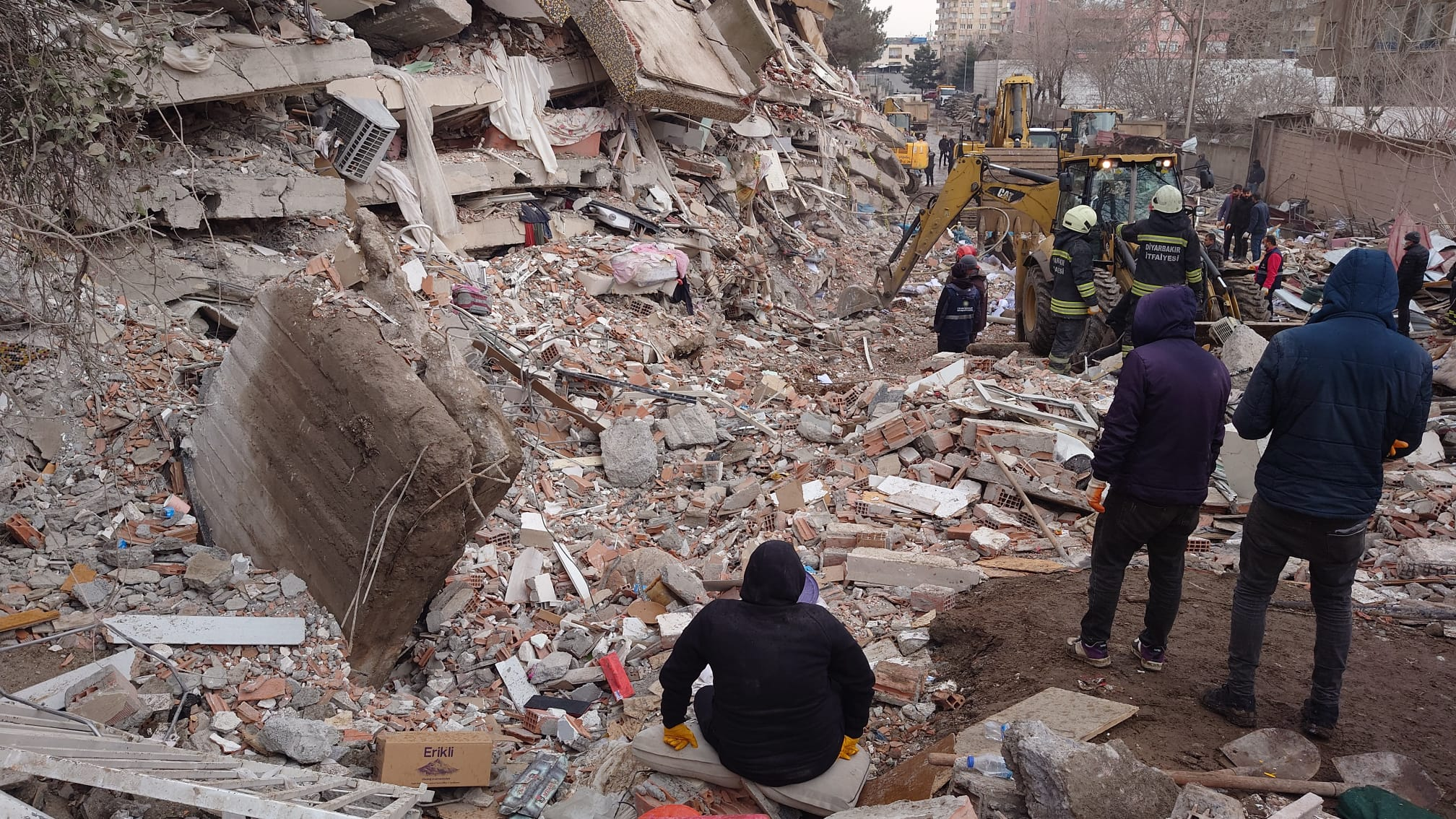
Rettungsarbeiten an einem eingestürzten Gebäude in Diyarbakır.

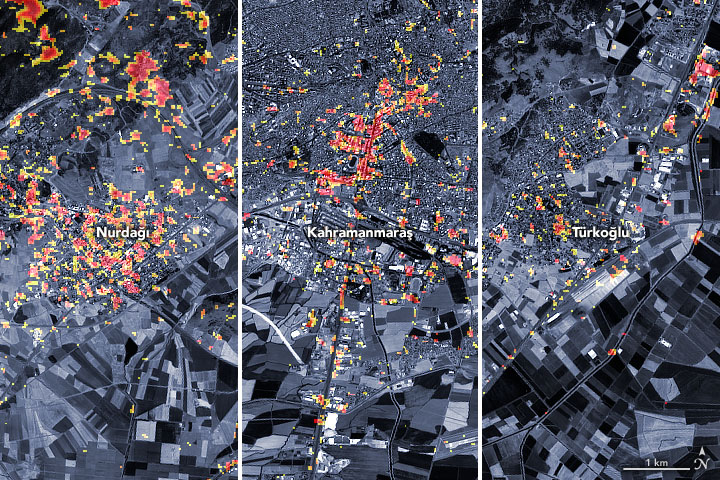
Satellitenbasierte Detektion von Gebäude- und Infrastrukturschäden in den Städten Nurdağı, Kahramanmaraş und Türkoğlu. Ein Pixel hat eine Länge von etwa 30 m.

### Opferzahlen
Mindestens 62.013 Todesopfer wurden infolge des Erdbebens gezählt, davon mindestens 53.537 Menschen in der Türkei und 8.476 in Syrien. Die Zahl der Verletzten liegt in der Türkei bei mindestens 107.204 und in Syrien bei mehr als 5.685 Menschen.
Im Geophysikalischen Institut am Karlsruher Institut für Technologie wurden unter anderem aus historischen Vergleichen, aktuellen Daten zur Gebäudeinfrastruktur und Bevölkerung sowie der Tageszeit 11.800 bis 67.000 Todesopfer hochgerechnet.
Der Generalsekretär des türkischen Ärztebundes TTB gab eine subjektive Einschätzung ab, wonach sich die Gesamtzahl der Todesopfer in der Türkei auf etwa 60.000 belaufen könnte.
Medienberichten zufolge schätzte der türkische Unternehmens- und Geschäftsverband Türkonfed die Zahl der durch die Erdbeben gestorbenen Menschen in der Türkei auf mehr als 70.000. Die Schätzung stütze sich auf Hochrechnungen, die auf Erfahrungen des Erdbebens von 1999 basieren.
Zu den Opfern gehören der ghanaische Fußballspieler Christian Atsu und der türkische Handball- und Beachhandballspieler Cemal Kütahya.

### Auswirkungen auf die Infrastruktur
Tausende Gebäude wurden zerstört, darunter zwei Krankenhäuser in der Türkei, eines in Malatya und eines in Hatay. Die Wasser-, Abwasser- und Energieversorgung der elf betroffenen Provinzen brach teilweise zusammen. Insgesamt ist ein Umkreis von etwa 400 Kilometern betroffen, darunter die Städte Gaziantep, Adana, Antakya, Kahramanmaraş, Malatya, Kilis, Osmaniye, Diyarbakır, Adıyaman und Şanlıurfa in der Türkei sowie Aleppo, Idlib, Homs und Hama in Syrien. Auch wurden Straßen und Wege zerstört, sodass Orte nicht zugänglich wurden. Starke Niederschläge und Kälte erschweren die Situation. Nach Einschätzung der WHO, am Folgetag, sind etwa 23 Millionen Menschen von den Erdbeben mittelbar und unmittelbar betroffen. Die türkische Regierung rief für zehn Städte einen Notstand aus.
Das türkische Ministerium für Umwelt und Städtebau hat bis zum 23. Februar eine Schadensbewertung von etwa 1,25 Mio. Gebäuden in 13 vom Erdbeben betroffenen Provinzen durchgeführt. Es wurde festgestellt, dass 230.000 Gebäude mit insgesamt 520.000 Wohneinheiten eingestürzt sind oder schwer beschädigt wurden und dringend abgerissen werden müssen – viele davon in den von den Erdbeben besonders gebeutelten Provinzen Hatay und Kahramanmaraş gelegen.
Experten schätzen, dass das Beben Schäden in Höhe von umgerechnet circa 84 Milliarden US-Dollar verursacht hat. Das Entwicklungsprogramm der Vereinten Nationen geht von Sachschäden in Höhe von mehr als hundert Milliarden US-Dollar aus. Die Schäden wurden auf 118,8 Milliarden US-Dollar geschätzt, davon 104 Milliarden US-Dollar in der Türkei und 14,8 Milliarden US-Dollar in Syrien. Damit ist es das viertteuerste Erdbeben aller Zeiten.

### Auswirkungen auf Kulturgüter
Gemäß UNESCO verursachte das Beben auch Beschädigungen und Zerstörungen an mehreren Welterbestätten. Im türkischen Diyarbakır stürzten mehrere Gebäude an der Stadtmauer und den Hevsel-Gärten ein. In Syrien wurden in der Altstadt von Aleppo beträchtliche Schäden an der Zitadelle festgestellt und der Westturm der alten Stadtmauer ist eingestürzt. Die Burg von Gaziantep, die keine Welterbestätte ist, aber unter Denkmalschutz in der Türkei steht, erlitt schwere Schäden; große Teile der Mauern stürzten ein.

### Tsunamis
Kleinere Tsunamiwellen wurden an der Ostküste Zyperns nahe Famagusta beobachtet, die jedoch keine Schäden anrichteten. Die Wellenhöhen lagen zwischen 12 und 17 Metern. Auch in Italien wurde eine Tsunamiwarnung ausgegeben.

## Internationale Hilfe
Den Regierungen Syriens und der Türkei wurde von staatlichen und privaten Hilfsorganisationen aus aller Welt Katastrophenhilfe angeboten.

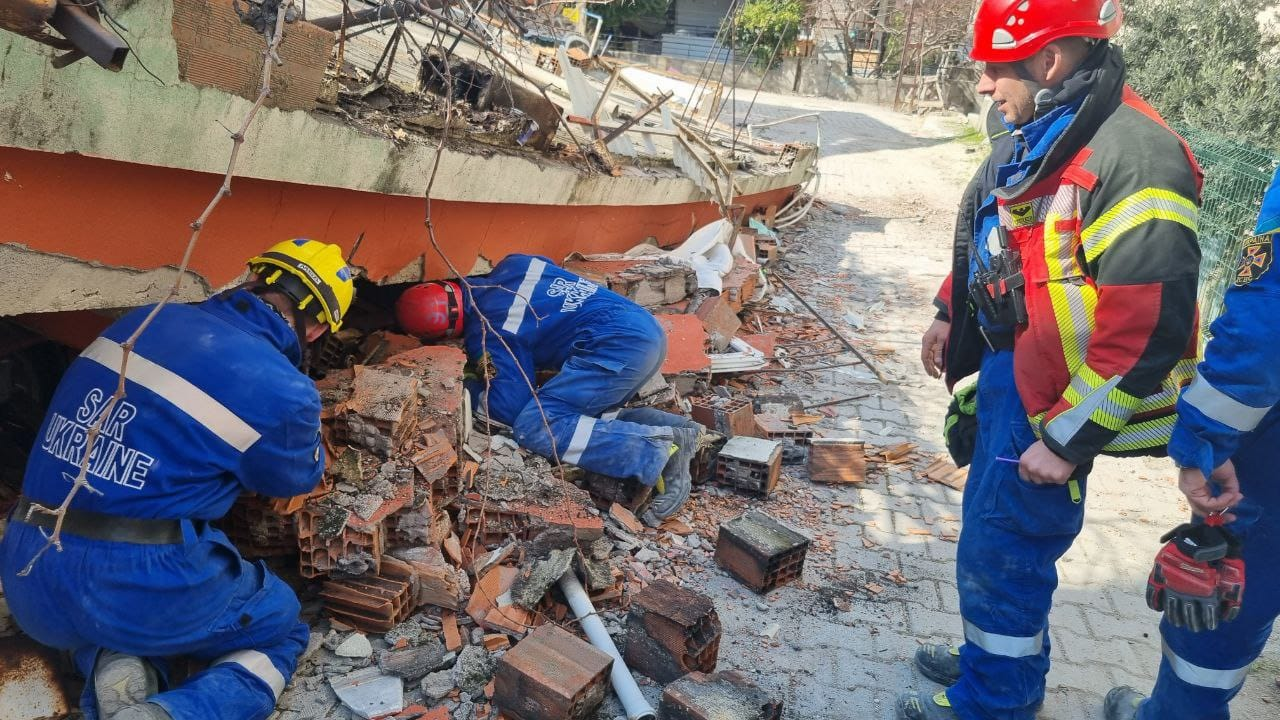
Ukrainisches Such- und Rettungsteam in der Provinz Hatay

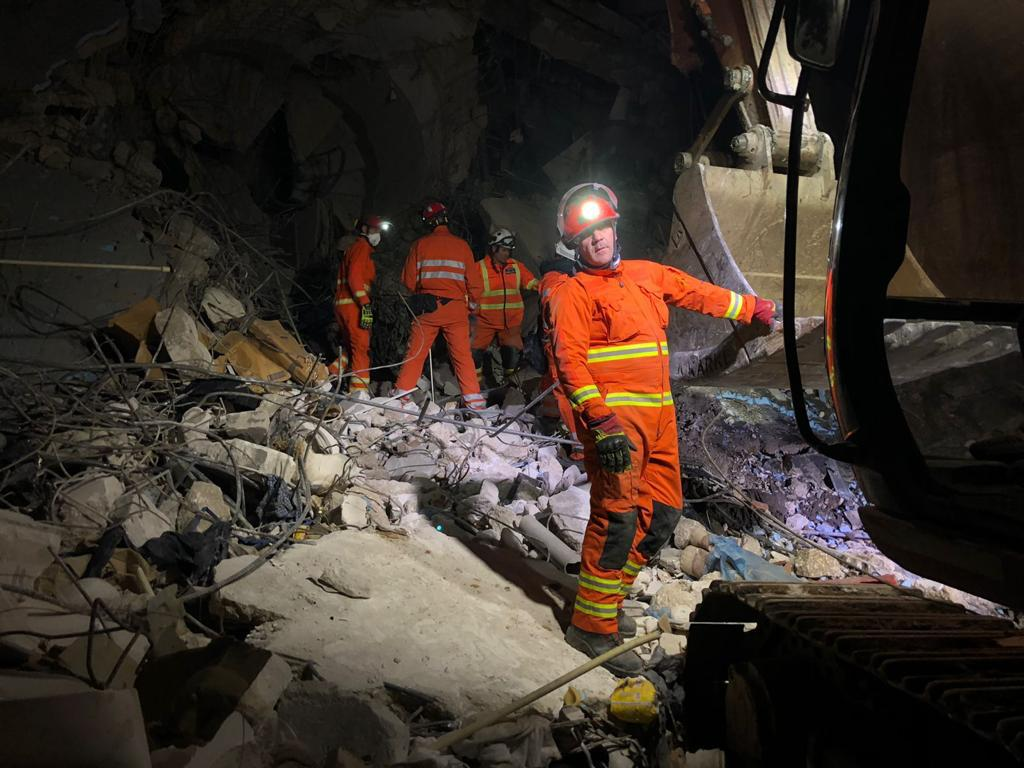
Angehörige des britischen Search and Rescue Teams in Hatay bei der Suche nach Überlebenden.

Laut der türkischen Katastrophenschutzbehörde AFAD wurden noch am Tag des Erdbebens mehr als 2600 Helfer aus 65 Ländern in die Türkei entsandt, um türkischen Rettungskräften bei der Suche und Bergung zu helfen. Zwei Tage später waren nach Angaben des türkischen Vizepräsidenten Fuat Oktay 16.150 Rettungs- und Suchteams im Einsatz. Insgesamt seien etwa 60.000 Helfer aktiv.
Als erstes Land reagierte Griechenland, das Einsatzkräfte, bestehend aus 24 speziell für Erdbeben ausgebildeten Feuerwehrleuten, Suchhunden und Räumgerät sowie vier Ärzten, in die betroffenen Gebiete sandte.
Von den deutschen Hilfsorganisationen wurden I.S.A.R. Germany, BRH und @fire sowie das THW mobilisiert. Die Bundeswehr flog 90 Tonnen Hilfsgüter zur Incirlik Air Base. Die Action Medeor leitete Lieferungen von Medikamenten in die Wege, Deathcare erhielt ihren Einsatzauftrag zur Versorgung der Verstorbenen von der türkischen Regierung, weitere Hilfswerke wie humedica e.V. prüften medizinische Hilfseinsätze. Malteser International haben Hilfsteams in der Türkei und Syrien im Einsatz. Die deutsche Hilfsorganisation Welthungerhilfe blieb nicht untätig: Allein in den türkischen Regionen Gaziantep, Hatay und Diyarbakır wurden schätzungsweise 9.000 Notfallpakete ausgehändigt; diese enthielten unter anderem Hygieneprodukte, Fertiggerichte sowie Windeln. Auch wurde ein Krisenzentrum mit Suppenküche errichtet, das täglich bis zu 2.000 Mahlzeiten ausgibt. Die deutsche Bundesregierung verdoppelte ihre finanzielle Unterstützung für Türkei und Syrien im März 2023 auf 240 Millionen Euro.
Das Österreichische Bundesheer entsandte am 7. Februar 85 Soldaten des Katastrophenhilfeelements Austrian Forces Disaster Relief Unit (AFDRU). Aus Vorarlberg wurde eine 32-köpfiges Team, bestehend aus Mitgliedern der Feuerwehr Rankweil (Search and Resue Unit Vorarlberg SARUV), des Roten Kreuzes und der Bergrettung entsandt.

Aus der Schweiz organisierte die Humanitäre Hilfe des Bundes den Einsatz der „Rettungskette Schweiz“ im Katastrophengebiet. Rund 80 Rettungskräfte und Teams mit Suchhunden beteiligten sich an den Rettungsarbeiten in der Region Adana. Zu den Einsatzkräften gehören auch 29 Angehörige der Schweizer Armee, die meisten davon aus dem Katastrophenhilfebereitschaftsverband. Bis am 9. Februar ermöglichten Teams der Schweizer Rettungshundeorganisation Redog die Rettung von 28 Menschen aus zerstörten Gebäuden.
Island schickte eine Gruppe von Helfern des Slysavarnafélag Landsbjörg mit dem Flugzeug Sif (TF-SIF) der isländischen Küstenwache.
Aus Israel waren 430 Such- und Rettungsspezialisten sowie weitere Fachkräfte für humanitäre und medizinische Unterstützung im Einsatz. Mit 15 Frachtflugzeugen wurde neben dem Personal unter anderem auch Rettungsgerät, Apparate zur Wasseraufbereitung und Material für den Aufbau eines Feldspitals in die Türkei gebracht.
Hilfe aus Zypern lehnte die Türkei offenbar ab. So bot die Republik Zypern an, ein 21-köpfiges Spezialteam in die betroffenen Regionen zu senden, jedoch wurde dies von der Türkei ausgeschlagen.
Deutschland war nach dem Erdbeben Türkeis größter bilateraler Aufbauhelfer.

## Kritik am staatlichen Krisenmanagement und staatliche Reaktionen darauf
Der türkischen Regierung und Staatsführung von Recep Tayyip Erdoğan wurde eklatantes Staatsversagen im Zusammenhang mit dem Katastrophenmanagement vorgeworfen. Kritisiert wurde, dass die türkische Regierung Warnungen von Forschern vor Erdbeben in der Türkei jahrelang ignoriert habe, keine Investitionen in den Erdbeben- und Katastrophenschutz tätigte, die Erdbebensteuer veruntreute, illegale Bauten nachträglich genehmigte und somit Baumängel in Erdbebenregion in Kauf nahm und außerdem aus Profitgier und Korruption Vorschriften zur Gebäudesicherheit aushebelte. Tatsächlich hatte die Kammer der Ingenieur-Geologen in der Türkei türkische Behörden und das türkische Präsidialamt vor Erdbeben in der Region gewarnt, aber keine Antwort erhalten. Die Kammer äußerte, dass das Erdbeben vom 6. Februar 2023 erwartbar war und die Zerstörung nicht überraschend kam. Auch die Union der türkischen Ingenieur- und Architektenkammern TMMOB hatte wiederholt Kritik an Missständen bei türkischen Bauvorhaben vorgebracht. Der Istanbuler Bauingenieurskammer zufolge gibt es in Istanbul circa 1,6 Millionen alte, nicht erdbebensicher gebaute Gebäude. Vor der Präsidentschafts- und Parlamentswahl im Jahr 2018 hatte der damalige Ministerpräsident Erdoğan ein Gesetz unterzeichnet, das illegal gebaute Gebäude gegen eine Strafzahlung (und einen dazugehörigen Antrag) rückwirkend genehmigte. Laut dem türkischen Journalisten Murat Yetkin wurden in der Folgezeit mehr als drei Millionen der etwa 10 Millionen gestellten Anträge bewilligt. Knapp 300.000 der Genehmigungen seien zu Gebäuden erteilt worden, die in dem vom Erdbeben im Februar 2023 getroffenem Gebiet liegen bzw. lagen.
Kritiker werfen Erdoğan vor, staatliche Institutionen wie die Katastrophenschutzbehörde AFAD ausgehöhlt und die Leitung mit fachfremden Gefolgsleuten besetzt zu haben. Kemal Kılıçdaroğlu, der Vorsitzende der größten türkischen Oppositionspartei CHP, führte dazu aus, dass Erdogan einen ausgebildeten Theologen mit der Schadensbegutachtung des Erdbebens betraut habe. Für Kritik sorgten auch der Hang der Behörde für Katastrophen- und Notfallmanagement (AFAD) zur Selbstdarstellung und Berichte über Fälle, in denen andere Rettungsteams, die Verschüttete gefunden und mit deren Bergung begonnen hatten, von AFAD-Teams zur Seite geschoben wurden, damit diese vor laufender Kamera die Bergung fortsetzen konnten.
Als nach dem Erdbeben im Internet bzw. in sozialen Medien die Kritik an der türkischen Staatsführung wuchs, war die Internetseite Twitter für etwa einen Tag in der Türkei nicht mehr erreichbar. Der türkische Vizepräsident führte dies auf „technische Probleme“ zurück. Berichtet wurde, dass türkische Politikwissenschaftler und Journalisten, die nach dem Erdbeben das Krisenmanagement der eigenen Regierung auf Twitter kritisiert hatten, verhaftet oder zur Vernehmung abgeführt wurden. Gegen einige wurden Ermittlungen wegen angeblicher Volksverhetzung eingeleitet. Wenige Jahre vor dem Erdbeben im Februar 2023 in der Türkei schätzte der Leiter des Istanbuler Amtes für Erdbebenrisiko-Management und Stadtentwicklung, dass bei einem bei Istanbul zu erwartendem Erdbeben der Stärke 7,5 rund 500.000 Gebäude beschädigt oder zerstört werden. Dieser Leiter wurde wenig später wegen angeblicher Beteiligung an der Organisation der Proteste in der Türkei 2013 verhaftet und zu 18 Jahren Freiheitsstrafe verurteilt.
Die regierungskritischen Fernsehsender FOX Türkiye und Halk TV machten auf die Hilferufe von Verschütteten, die über Handys ihren Namen und ihre Adresse angeben, aber bis dahin keine Rettung erhielten (weil keine oder nicht genug mit Geräten ausgestattete türkische Bergungsteams vorhanden waren und entlegene Regionen für Such- und Bergungsteams nicht erreichbar waren) aufmerksam.
In Rahmen der Spendenkampagne „Die Türkei – ein Herz“ wurde nach dem Erdbeben Milliarden an türkischen Lira, das für den Wiederaufbau, für den türkischen Katastrophenschutz und den Roten Halbmond vorgesehen war, gesammelt. Die Erdoğan-Administration verfügte jedoch, dass die gesammelten Gelder von der Verwendungsprüfung durch den türkischen Rechnungshof ausgenommen sind.

## Türkische Angriffe auf von Erdbeben betroffene Kurdengebiete in Syrien
Das Redaktionsnetzwerk Deutschland berichtete unter Berufung auf Kamal Sido, dass die Türkei in der Nacht zum 7. Februar 2023 das vom Beben betroffene Umland von Tal Rifaat bombardiert habe. Auch öffnete das Land nur einen bestehenden Grenzübergang nach Syrien, statt humanitäre Hilfe so schnell wie möglich in die betroffenen Regionen des Nachbarlandes gelangen zu lassen.

## Gedenken zum Jahrestag der Katastrophe
Ein Jahr nach dem Erdbeben versammelten sich am frühen Morgen Tausende Menschen in der türkischen Stadt Antakya zum gemeinsamen Gedenken an die Katastrophe. Auf den Ruinen zerstörter Gebäude wurden Kerzen zur Erinnerung an die Opfer entzündet und rote Nelken in den örtlichen Fluss geworfen. Dabei kam es zu Buhrufen gegen die türkische Regierung und Sprechchöre forderten den Provinzbürgermeister Lütfü Savaş zum Rücktritt auf. Neben Kritik am Krisenmanagement und der juristischen Aufarbeitung der Katastrophe wurde der Regierung auch vorgeworfen, den Wiederaufbau in der Provinz Hatay nur zögerlich voranzutreiben. Türkischen Behördenangaben zufolge sind fast 700.000 Menschen im Land in Containerbehausungen untergebracht. Eine unbekannte Anzahl Menschen lebt nach wie vor in Zelten, obwohl die Zeltstädte offiziell aufgelöst worden seien. Nach Angaben von Save the Children lebt jedes dritte türkische Kind, das durch das Erdbeben obdachlos geworden ist, noch ein Jahr später in einer Notunterkunft.

## Reportagen und Dokumentationen
- ZDF spezial: Hilfe und Verzweiflung im Erdbebengebiet – Die Katastrophe in der Türkei und Syrien, auf ZDF.de, 13. Februar 2023 (Laufzeit: 41:53 min)
- Spiegel TV: Wie das Erdbeben die türkische Landschaft verformte, auf Spiegel.de, 14. Februar 2023 (Laufzeit: 2:21 min)
- ARD: Bericht zur medizinischen Versorgung und humanitären Lage im Erdbebengebiet, auf Tagesschau.de, 4. März 2023
- Weltspiegel (ARD): Türkei: Alles anders nach dem Beben? (45 min) – ein Jahr nach dem Beben.